# Bembix tarsata
Bembix tarsata és una espècie d'himenòpter apòcrit de la família dels crabrònids (Crabronidae) de distribució euro-turànica, incloent els Països Catalans.
És una espècie oròfila (que viu a certa altitud). Vola al juliol i l'agost. Morfològicament es reconeix pels seus grans ulls verdosos i el seu abdomen massís amb bandes transversals grogues.